# سبسب
سبسب (به عربی: سبسب) یک شهرداری در الجزایر است که در منطقه متلیلی واقع شده‌است. سبسب ۵٬۶۴۰ کیلومتر مربع مساحت و ۲٬۴۳۷ نفر جمعیت دارد.